# يان أوريل بيسيك
يان أوريل بيسيك (بالألمانية: Yann Aurel Bisseck)‏ (مواليد 29 نوفمبر 2000) هو لاعب كرة قدم ألماني يلعب كمدافع في نادي فيتوريا دي غيماريش على سبيل الإعارة.

## روابط خارجية
- يان أوريل بيسيك على موقع الاتحاد الدولي (مؤرشف)  (الإنجليزية)
- يان أوريل بيسيك على موقع إي إس بي إن إف سي (الإنجليزية)
- يان أوريل بيسيك على موقع قاعدة بيانات كرة القدم.إي يو (الإنجليزية)
- يان أوريل بيسيك على موقع Soccerbase.com (لاعب) (الإنجليزية)
- يان أوريل بيسيك على موقع Soccerway.com (الإنجليزية)
- يان أوريل بيسيك على موقع عالم كرة القدم.نت (الإنجليزية)